# Chanaji

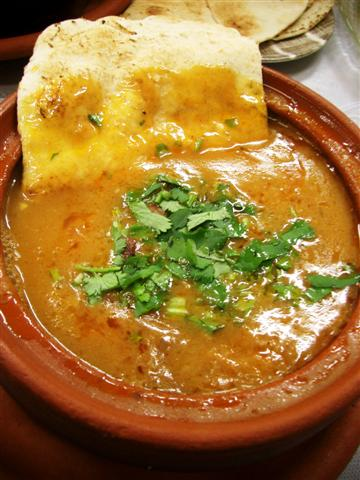
Guido Chanaji.

Un Chanaji (denominado a veces como Chanahi) es un estofado de carne (generalmente de carne de cordero) tradicional de la cocina de Georgia que se sirve por regla general caliente en cazuelas de barro junto con arroz.

## Características
Se trata de un plato de cocción lenta (casi una hora), las verduras incluidas en el estofado son: cebollas, berenjenas, ajo y patatas. 